# Крестон (Айова)
Крестон (англ. Creston) — місто (англ. city) в США, в окрузі Юніон штату Айова. Населення — 7536 осіб (2020).

## Географія
Крестон розташований за координатами 41°3′37″ пн. ш. 94°21′55″ зх. д. / 41.06028° пн. ш. 94.36528° зх. д. (41.060329, -94.365318).  За даними Бюро перепису населення США в 2010 році місто мало площу 13,60 км², з яких 13,44 км² — суходіл та 0,16 км² — водойми.

## Демографія
Згідно з переписом 2010 року, у місті мешкали 7834 особи в 3378 домогосподарствах у складі 1973 родин. Густота населення становила 576 осіб/км².  Було 3773 помешкання (277/км²).
Расовий склад населення:
| - 96,0 % — білих - 1,0 % — чорних або афроамериканців - 0,6 % — азіатів - 0,3 % — корінних американців |

До двох чи більше рас належало 1,2 %. Частка іспаномовних становила 2,3 % від усіх жителів.
За віковим діапазоном населення розподілялося таким чином: 23,1 % — особи молодші 18 років, 59,0 % — особи у віці 18—64 років, 17,9 % — особи у віці 65 років та старші. Медіана віку мешканця становила 38,8 року. На 100 осіб жіночої статі у місті припадало 91,3 чоловіків;  на 100 жінок у віці від 18 років та старших — 86,1 чоловіків також старших 18 років.
Середній дохід на одне домашнє господарство  становив 50 734 долари США (медіана — 40 782), а середній дохід на одну сім'ю — 62 441 долар (медіана — 56 545). Медіана доходів становила 36 632 долари для чоловіків та 29 055 доларів для жінок. За межею бідності перебувало 15,9 % осіб, у тому числі 23,5 % дітей у віці до 18 років та 9,6 % осіб у віці 65 років та старших.
Цивільне працевлаштоване населення становило 4058 осіб. Основні галузі зайнятості: виробництво — 29,1 %, освіта, охорона здоров'я та соціальна допомога — 22,3 %, роздрібна торгівля — 12,6 %, мистецтво, розваги та відпочинок — 8,6 %.